# Синхронізація (змінний струм)
У електроенергетичній системі змінного струму (AC) синхронізація - це процес узгодження частоти, фази та напруги генератора або іншого джерела з електричною мережею для передачі енергії. Якщо два непов’язані сегменти мережі повинні бути з’єднані один з одним, вони не можуть безпечно обмінюватися потужністю змінного струму, доки вони не синхронізовані.
Генератор постійного струму (DC) можна підключити до електромережі, просто регулюючи його напругу на клемах розімкнутого ланцюга відповідно до напруги мережі, регулюючи його швидкість або поле збудження. Точні обороти двигуна не критичні. Однак генератор змінного струму повинен додатково узгоджуватись у часі (по частоті та фазі) з напругою мережі, що вимагає систематичного контролю як швидкості, так і збудження для синхронізації. Ця додаткова складність була одним із аргументів проти роботи змінного струму під час війни струмів у 1880-х роках. У сучасних мережах синхронізація генераторів здійснюється автоматичними системами.

## Умови
Існує п’ять умов, які мають бути виконані перед тим, як розпочнеться процес синхронізації. Джерело (генератор або підмережа) повинне мати однакові середньоквадратичну напругу, частоту, послідовність фаз, кут фази і форму сигналу з системою, з якою воно синхронізується.
Форма хвилі та послідовність фаз фіксуються конструкцією генератора та його з’єднаннями з системою. Під час встановлення генератора ретельно перевіряються клеми генератора та вся проводка керування, щоб порядок фаз (послідовність фаз) відповідав системі. Підключення генератора з неправильною послідовністю фаз призведе до великих, можливо небезпечних, струмів, оскільки напруга в системі протилежна напрузі на клемах генератора.
Напруга, частота та кут фази повинні контролюватися кожного разу, коли генератор підключається до мережі.
Генератори для підключення до електромережі мають властивий контроль падіння швидкості, що дозволяє їм розподіляти навантаження пропорційно їх номіналу. Деякі генераторні установки, особливо в ізольованих системах, працюють із ізохронним регулюванням частоти, підтримуючи постійну частоту системи незалежно від навантаження.

## Процес
Послідовність подій подібна для ручної або автоматичної синхронізації. Генератор доводиться до приблизної синхронної швидкості збільшенням подачі енергії на його вал - наприклад, відкриванням клапанів на паровій турбіні, відкриванням заслінки на гідравлічній турбіні або збільшенням налаштування подачі палива на дизельному двигуні. Вмикається поле збудження, і напруга на затискачах генератора відслідковується та порівнюється з системою. Величина напруги повинна збігатися з напругою системи.
Якщо одна машина трохи зсунута по фазі, вона увійде в такт з іншими, але, якщо різниця фаз велика, будуть сильні перехресні струми, які можуть спричинити коливання напруги та, у крайніх випадках, пошкодити машини.

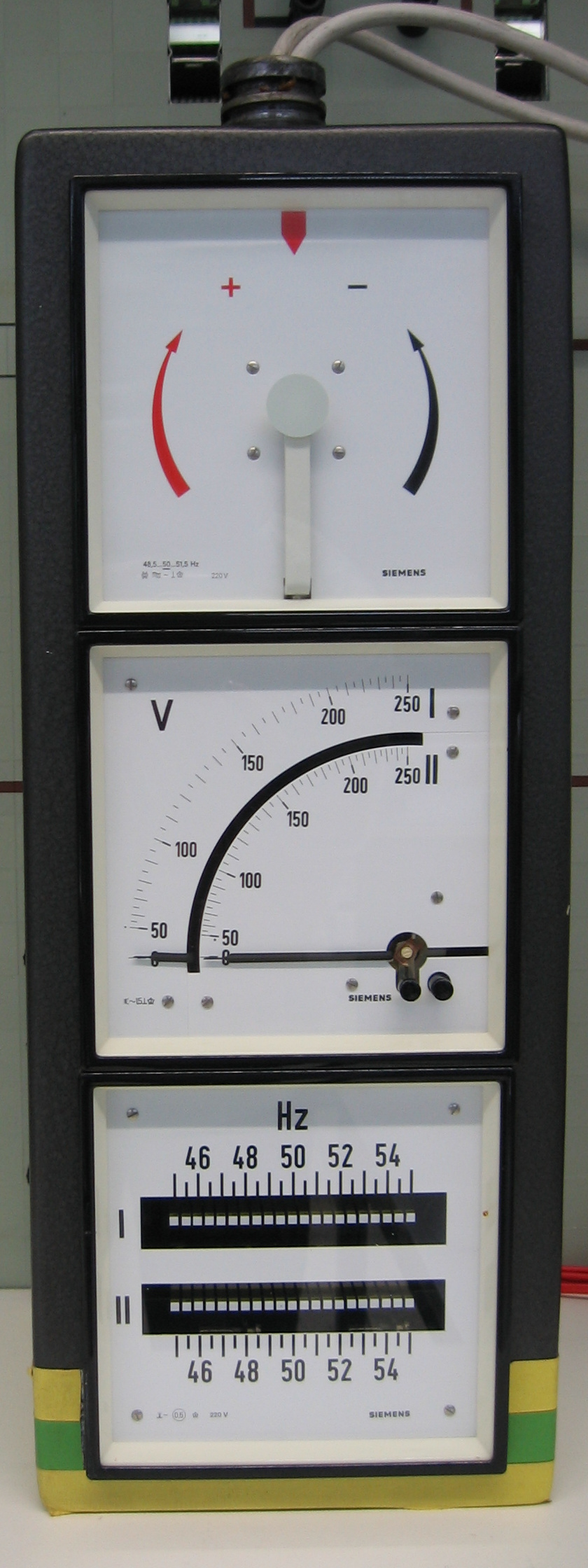
Зверху вниз: синхроскоп, вольтметр, частотомір. Коли дві системи синхронізовані, вказівник на синхроскопі нерухомий і спрямований прямо вгору.

### Синхронізаційні лампи

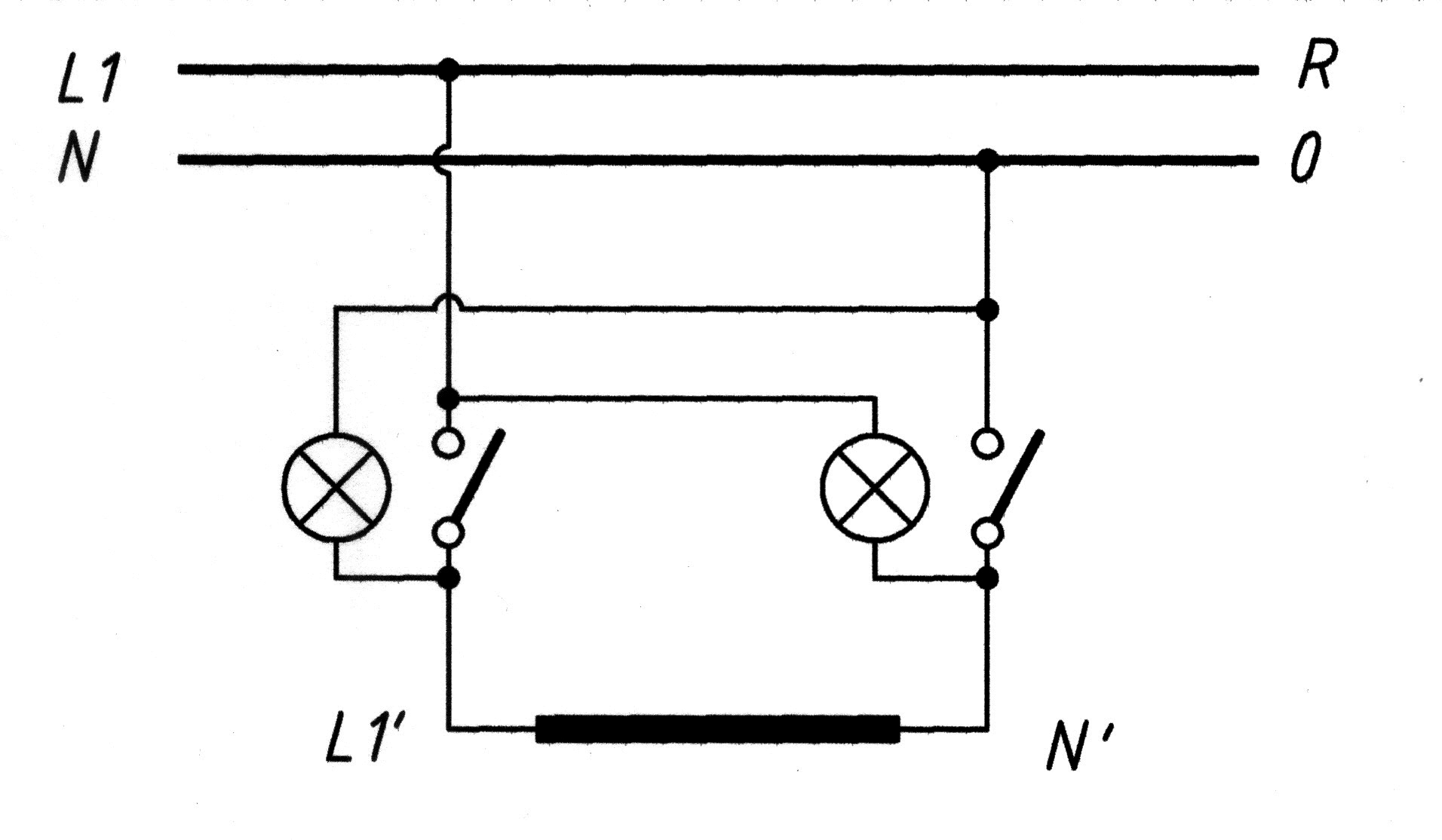
Схема увімкнення ламп при синхронізації однофазної машини. У момент синхронізації обидві світяться

Раніше три лампочки розжарювання підключалися між клемами генератора та системними клемами (або, загалом, до клем вимірювальних трансформаторів, підключених до генератора та системи). Коли швидкість генератора змінюється, індикатори мерехтять із частотою биття, пропорційною різниці між частотою генератора та частотою системи. Коли напруга на генераторі протилежна напрузі системи (випереджає або відстає по фазі), лампи горітимуть яскраво. Коли напруга на генераторі збігається з напругою системи, індикатори будуть темні. У цей момент автоматичний вимикач, що з’єднує генератор із системою, може бути замкнутий, і тоді генератор залишатиметься синхронізованим із системою. Для більш точного визначення моменту вмикання часто використовують нульовий вольтметр, що має розтягнуту шкалу в межах нуля.
Альтернативна методика використовувала схему, подібну до наведеної вище, за винятком того, що з’єднання двох ламп були поміняні місцями або на клемах генератора, 

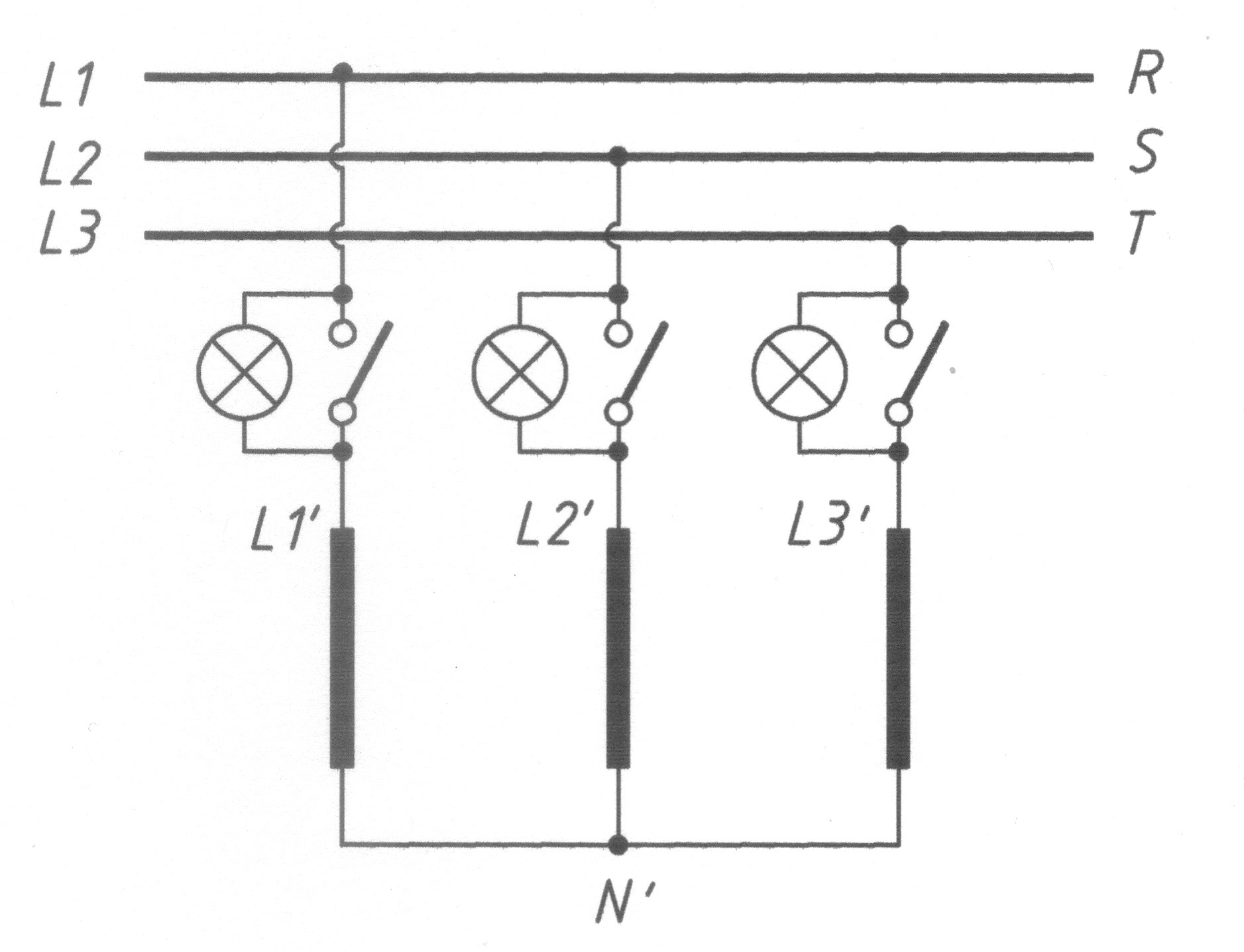
Схема увімкнення ламп при синхронізації трифазної синхронної машини. У момент синхронізації всі темні

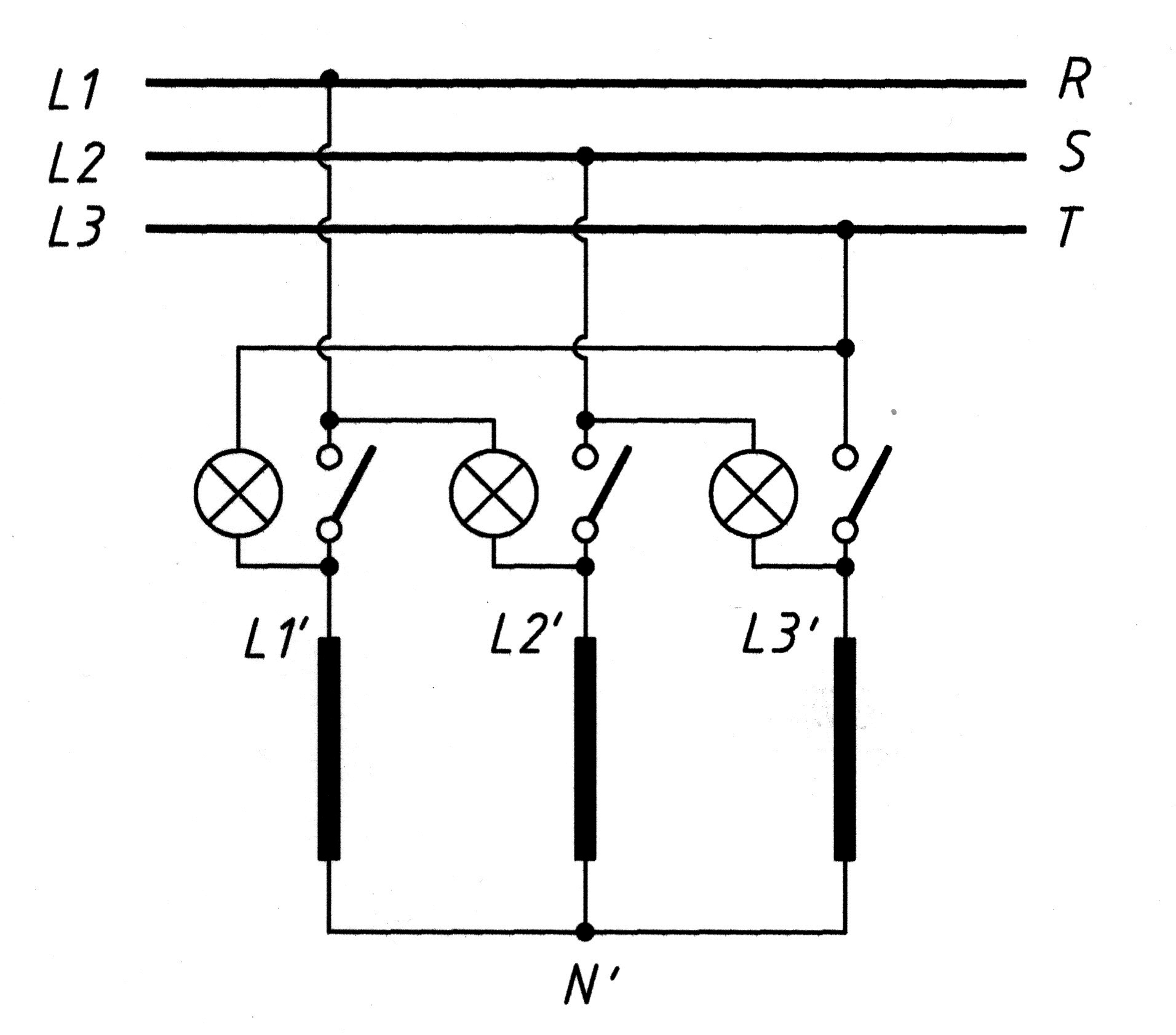
Схема увімкнення ламп при синхронізації трифазної синхронної машини. У момент синхронізації всі світяться

або на клемах системи. У цій схемі, коли генератор працює синхронно з системою, одна лампа буде темною, але дві з поміняними з'єднаннями матимуть однакову яскравість. Перевага була віддана синхронізації по «темних» лампах перед синхронізацією по «яскравим», тому що було легше розрізнити мінімальну яскравість. Однак перегорання лампи може дати помилковий результат для успішної синхронізації.

### Синхроноскоп
Інший ручний метод синхронізації ґрунтується на спостереженні приладу під назвою «синхроскоп», який відображає відносні частоти системи та генератора. Стрілка приладу обертається з частотою, яка дорівнює різниці частот між генератором та мережею. Покажчик синхроноскопа вкаже «завелику» або «недостатню» швидкість генератора по відношенню до системи. Щоб мінімізувати перехідний струм, коли вимикач генератора замкнутий, звичайною практикою є ініціювання замикання, коли стрілка повільно наближається до точки синфазності. Помилка на кілька електричних градусів між системою та генератором призведе до миттєвого кидка та різкої зміни швидкості генератора.

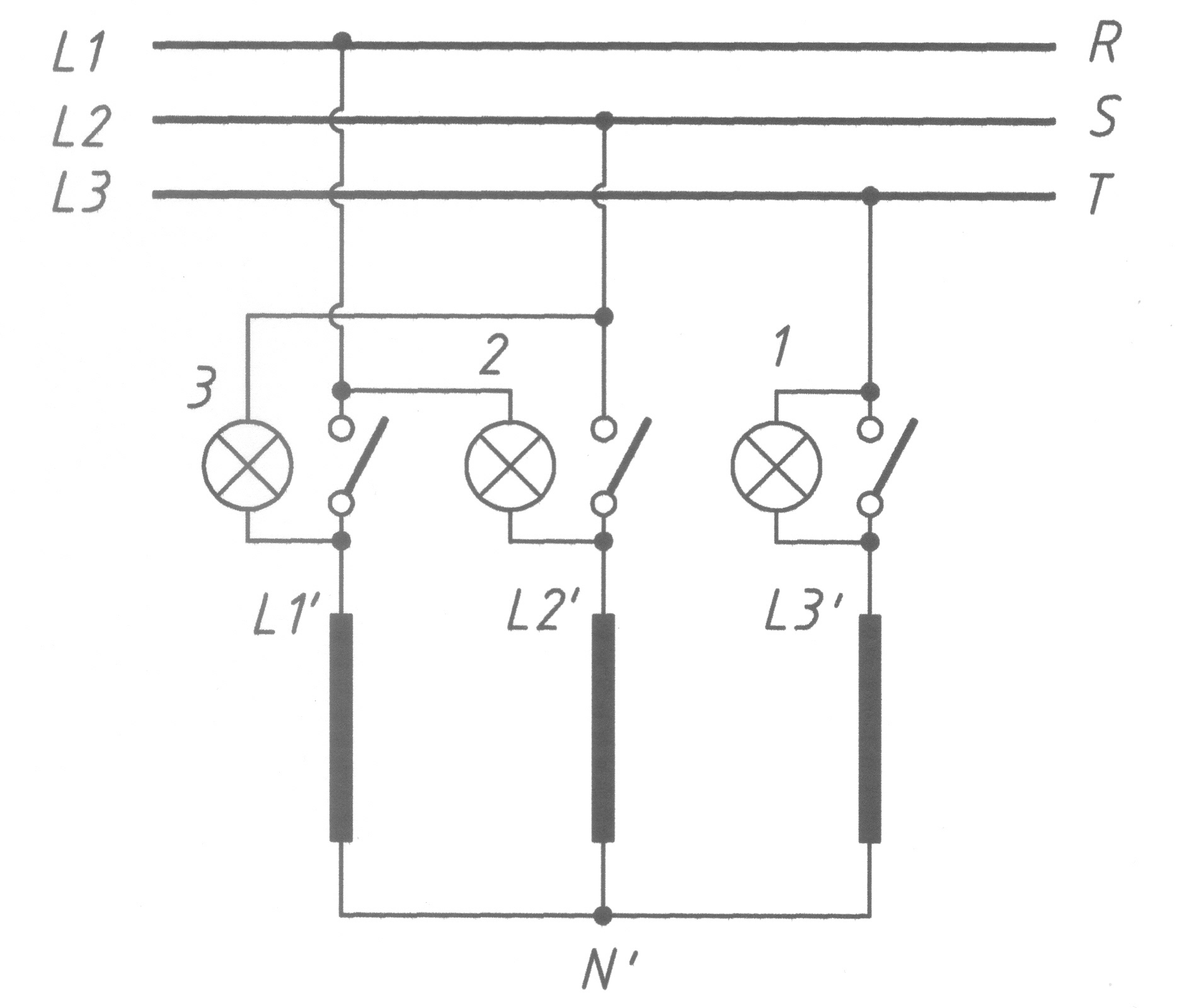
Схема увімкнення ламп при синхронізації трифазної синхронної машини. У момент синхронізації 1-ша темна, 2-га і 3-тя світяться

### Реле синхронізації
Реле синхронізації дозволяють синхронізувати машину з системою без нагляду. Сьогодні це цифрові мікропроцесорні прилади, але раніше застосовувалися електромеханічні релейні системи. Реле синхронізації корисне для усунення часу реакції людини в процесі або коли людина недоступна, наприклад, на дистанційно керованій електростанції.
Іноді як запобіжний захід проти неправильного підключення машини до системи встановлюється реле «перевірки синхронізації», яке запобігає замиканню вимикача генератора, якщо машина не знаходиться в межах кількох електричних градусів від синфазності з системою.

### Самосинхронізація
При самосинхронізації генератор без збудження доводять до майже синхронної частоти обертання, а потім вмикають збудження. Генератор сам входить у синхронізм. При самосинхронізації у обмотках статора генератора відбуваються стрибки струму понад номінальне значення, а на валу виникає механічне напруження, яке, втім, не становить небезпеки для машини.

## Синхронна робота
Поки генератор синхронізований, частота системи змінюватиметься залежно від навантаження та середніх характеристик усіх підключених до мережі генераторів. Великі зміни частоти системи можуть призвести до виходу генератора з синхронізації з системою. На генераторі спрацюють захисні пристрої, щоб відключити його автоматично.

## Синхронні швидкості
Синхронні швидкості для синхронних двигунів і генераторів змінного струму залежать від кількості полюсів на машині та частоти живлення.
Зв’язок між частотою живлення, f, кількістю полюсів, p, і синхронною швидкістю (швидкістю обертового поля), ns, визначається як:
{\displaystyle f={\frac {pn_{s}}{120\ }}}.